# John Cofie
John Erzuah Cofie (Aboso, 21 januari 1993) is een Engels voetballer die bij voorkeur als aanvaller speelt. Hij tekende in maart 2015 bij Crawley Town, dat hem transfervrij inlijfde nadat hij twee maanden geen club had.

## Clubcarrière
Cofie begon zijn voetbalcarrière bij Burnley. In juli 2009 haalde Manchester United de toen zestienjarige Cofie daar weg.
Op 13 januari 2012 werd hij voor zes maanden uitgeleend aan Antwerp, op dat moment actief in de Belgische tweede klasse. Bij Antwerp scoorde hij drie doelpunten in dertien wedstrijden. Op 13 juli 2012 leende Manchester United Cofie opnieuw voor zes maanden uit, ditmaal aan Sheffield United, dan actief in de League One. Hij maakte zijn Engekse profdebuut tegen Shrewsbury Town. Eén week later scoorde hij zijn eerste doelpunt, tegen Colchester United.